# بير صمدين (مقاطعة دورة)
بير صمدين (بالفارسية: پیر صمدین) هي قرية تقع في قسم كشكان الريفي (مقاطعة دورة) في إيران. يقدر عدد سكانها بـ 199 نسمة .